# Правила Фудзиты
Правила Фудзиты — набор из семи правил, формально описывающие геометрические построения с помощью плоского оригами, подобным построениям с помощью циркуля и линейки.
Фактически они описывают все возможные способы получения одной новой складки на листе бумаги, путём совмещения уже существующих различных элементов листа — точек и линий.
Под линиями подразумеваются края листа или складки бумаги, под точками — пересечения линий.
Существенным моментом является то, что сгиб формируется единственной складкой, причём в результате складывания фигура остается плоской.
Часто эти правила называют «аксиомами», хотя с формальной точки зрения аксиомами они не являются.

## Правила
Складки в этих правилах существуют не всегда, правило утверждает только, что если такая складка есть, то её «можно» найти.

### Правило 1
Пусть заданы две точки {\displaystyle p_{1}} и {\displaystyle p_{2}}, тогда лист можно сложить так, что данные две точки будут лежать на складке.

### Правило 2
Пусть заданы две точки {\displaystyle p_{1}} и {\displaystyle p_{2}}, тогда лист можно сложить так, что одна точка перейдёт в другую.

### Правило 3
Пусть заданы две прямые {\displaystyle l_{1}} и {\displaystyle l_{2}}, тогда лист можно сложить так, что одна прямая перейдёт в другую.

### Правило 4
Пусть заданы прямая {\displaystyle l_{1}} и точка {\displaystyle p_{1}}, тогда лист можно сложить так, что точка попадёт на складку, а прямая перейдёт сама в себя (то есть линия складки будет ей перпендикулярна).

### Правило 5
Пусть заданы прямая {\displaystyle l_{1}} и две точки {\displaystyle p_{1}} и {\displaystyle p_{2}}, тогда лист можно сложить так, что точка {\displaystyle p_{2}} попадёт на складку, а {\displaystyle p_{1}} — на прямую {\displaystyle l_{1}}.

### Правило 6 (складка Белок)
Пусть заданы две прямые {\displaystyle l_{1}} и {\displaystyle l_{2}} и две точки {\displaystyle p_{1}} и {\displaystyle p_{2}}, тогда лист можно сложить так, что точка {\displaystyle p_{1}} попадёт на прямую {\displaystyle l_{1}}, а точка {\displaystyle p_{2}} попадёт на прямую {\displaystyle l_{2}}.

### Правило 7
Пусть заданы две прямые {\displaystyle l_{1}} и {\displaystyle l_{2}} и точка {\displaystyle p}, тогда лист можно сложить так, что точка {\displaystyle p} попадёт на прямую {\displaystyle l_{1}}, а прямая {\displaystyle l_{2}} перейдёт сама в себя (то есть линия складки будет ей перпендикулярна).

### Замечания
Все складки в этом списке можно получить как результат последовательного применения правила номер 6.
То есть для математика они ничего не добавляют, однако позволяют уменьшить количество сгибов.
Система из семи правил является полной в том смысле, что они описывают все возможные способы получения одной новой складки на листе бумаги, путём совмещения уже существующих различных элементов листа.
Это последнее утверждение было доказано Лэнгом.

## Возможные и невозможные построения

### Возможные
Все построения являются ничем иным, как решениями какого-либо уравнения, причём коэффициенты этого уравнения связаны с длинами заданных отрезков.
Поэтому удобно говорить о построении числа — графического решения уравнения определенного типа.
В рамках вышеописанных требований, возможны следующие построения:
- Построение решений линейных уравнений.
- Построение решений квадратных уравнений.
- Построение решений кубических уравнений (правило 6).

Иначе говоря, возможно построить лишь числа равные арифметическим выражениям с использованием квадратного и кубического корней из исходных чисел (длин отрезков).
В частности, при помощи таких построений можно осуществить удвоение куба, трисекцию угла, построение правильного семиугольника.

### Невозможные
Решение задачи о квадратуре круга однако остаётся невозможным, так как π — трансцендентное число.

## История
Основное правило (номер 6) было рассмотрено Маргеритой Пьяцолла Белок, ей же принадлежат первые построения трисекции угла и квадратуры круга с помощью оригами-построений.
Складки Белок достаточно для того, чтобы получить складки во всех остальных правилах.
Полный список правил появляется в работе Жака Жюстина, который позднее также ссылался на Питера Мессера как на соавтора.
Практически одновременно правила 1—6 были сформулированы Фумиаки Фудзитой.
Последнее седьмое правило добавил ещё позже Косиро Хатори.

## Вариации и обобщения
Список возможных построений можно значительно расширить, если позволить создание нескольких складок за один раз.
Хотя человек, решивший провести несколько складок за одно действие, на практике столкнется с трудностями физического порядка, тем не менее возможно вывести правила, аналогичные правилам Фудзита и для этого случая.
При допущении таких дополнительных правил, возможно доказать следующую теорему:
Любое алгебраическое уравнение степени {\displaystyle n} может быть решено одновременными {\displaystyle (n-2)}-кратными складками .
Представляет интерес, возможно ли решить то же уравнение складыванием, вовлекающим меньшее количество одновременных складок.
Это, несомненно, верно для {\displaystyle n=4} и неизвестно для {\displaystyle n=5}.